# غافيليموماب
غافيليموماب هو جسم مضاد وحيد النسيلة فأري مثبط للمناعة حيوي لعلاج داء رفض الطعم للمضيف المقاوم للغلوكوكورتيكويدات.
طورت أبجينيكس غافيليموماب، والتي استحوذت آمجن عليها لاحقاً.